# 棚倉駅
棚倉駅（たなくらえき）は、京都府木津川市山城町平尾里屋敷にある、西日本旅客鉄道（JR西日本）奈良線の駅である。駅番号はJR-D17。

## 歴史
- 1896年（明治29年）3月13日：奈良鉄道が玉水駅から木津駅まで延伸された際に開業する[3]。駅名は当時の棚倉村による。
- 1905年（明治38年）2月7日：会社合併により関西鉄道の駅となる[4]。
- 1907年（明治40年）10月1日：関西鉄道が国有化され、国有鉄道の駅となる[3]。
- 1909年（明治42年）10月12日：線路名称が制定され、奈良線の所属となる[4]。
- 1972年（昭和47年）4月1日：貨物および荷物の取り扱いを廃止[3]。
- 1984年（昭和59年）10月20日：駅員無配置駅となる[5]。
- 1987年（昭和62年）4月1日：国鉄分割民営化により、西日本旅客鉄道（JR西日本）の駅となる[3]。
- 1999年（平成10年）1月28日：自動改札機を設置し、供用開始[6]。
- 2003年（平成15年）11月1日：「ICOCA」の利用が可能となる[7]。
- 2018年（平成30年）
  - 3月17日：駅ナンバリングが導入され、使用を開始[8]。
  - 10月28日：一線スルー化。

## 駅構造
相対式ホーム2面2線を持つ行違い可能な地上駅である。駅本屋側ホームが2番のりば（下り）、跨線橋を渡って反対側のホームが1番のりば（上り）である。2018年10月27日まで行き先別にホームが分けられていたが、10月28日以降は2番のりばを上下本線とした一線スルー配線となった。
宇治駅管理の簡易委託駅となっており、窓口の営業を行う時間帯がある。

### のりば
| のりば | 路線   | 方向 | 行先           | 備考                 |
| ------ | ------ | ---- | -------------- | -------------------- |
| 1      | 奈良線 | 上り | 宇治・京都方面 | 行違い時のみ         |
| 2      | 奈良線 | 上り | 宇治・京都方面 | 原則としてこのホーム |
| 2      | 奈良線 | 下り | 木津・奈良方面 |                      |

- みやこ路快速および快速は、多くが当駅で行違いをするため、上り列車が運転停車を行う（2018年10月時点）。

## 利用状況
JR西日本の移動等円滑化取組報告書によれば、2023年度の1日当たりの利用者数は1,120人。京都府統計書によると、1日の平均乗車人員は以下の通りである。
| 年度   | 一日平均 乗車人員 |
| ------ | ----------------- |
| 1999年 | 589               |
| 2000年 | 559               |
| 2001年 | 570               |
| 2002年 | 581               |
| 2003年 | 581               |
| 2004年 | 564               |
| 2005年 | 575               |
| 2006年 | 562               |
| 2007年 | 560               |
| 2008年 | 534               |
| 2009年 | 515               |
| 2010年 | 545               |
| 2011年 | 568               |
| 2012年 | 571               |
| 2013年 | 562               |
| 2014年 | 559               |
| 2015年 | 587               |
| 2016年 | 589               |
| 2017年 | 573               |
| 2018年 | 559               |
| 2019年 | 552               |
| 2020年 | 441               |
| 2021年 | 477               |
| 2022年 | 523               |

## 駅周辺
- 涌出宮（和伎座天乃夫岐賣神社）
- 蟹満寺

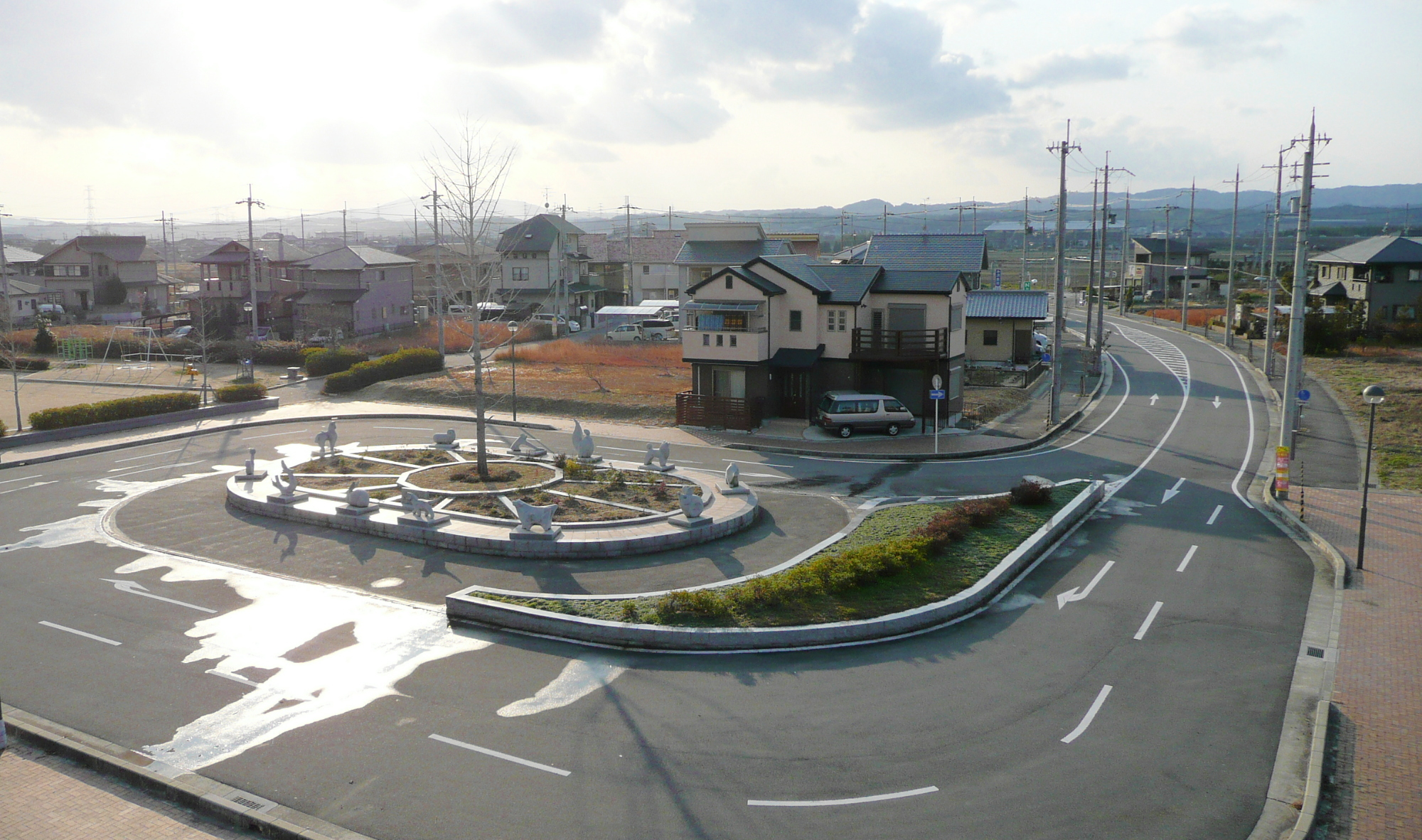
自由通路西口前（2007年12月）

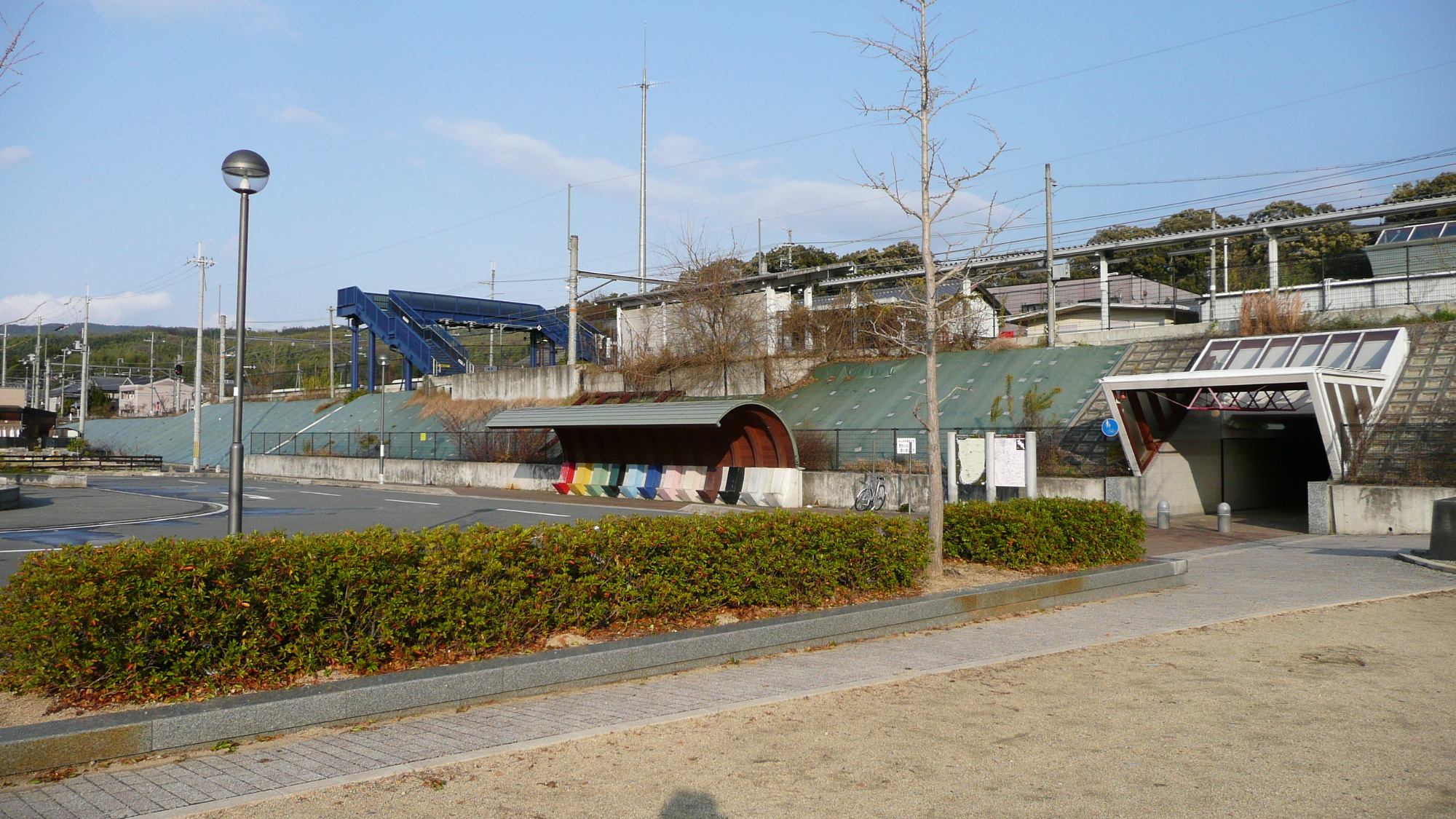
駅地下自由通路西口（2007年12月）

- 越中谷 - 1980年代に開発された新興住宅地。
- 不動川 - 天井川で有名。
  - 不動川砂防歴史公園 - 園内の築堤が府の有形文化財に指定されている[11]。
- 椿井大塚山古墳・稲荷山古墳 - いずれも大和朝廷時代の古墳群であり、奈良線の線路敷設時に発見された。前者では邪馬台国の卑弥呼宛て中国より与えられた「三角鳥獣神鏡」が発掘されるなどこれらの歴史研究にも一石を投じる遺跡地帯である。駅より徒歩3km。
- 木津川市立山城図書館
- 棚倉郵便局
- 山城地域コミュニティバス「棚倉駅」停留所 - 駅舎の反対側（西側）に設けられたロータリー内を発着。

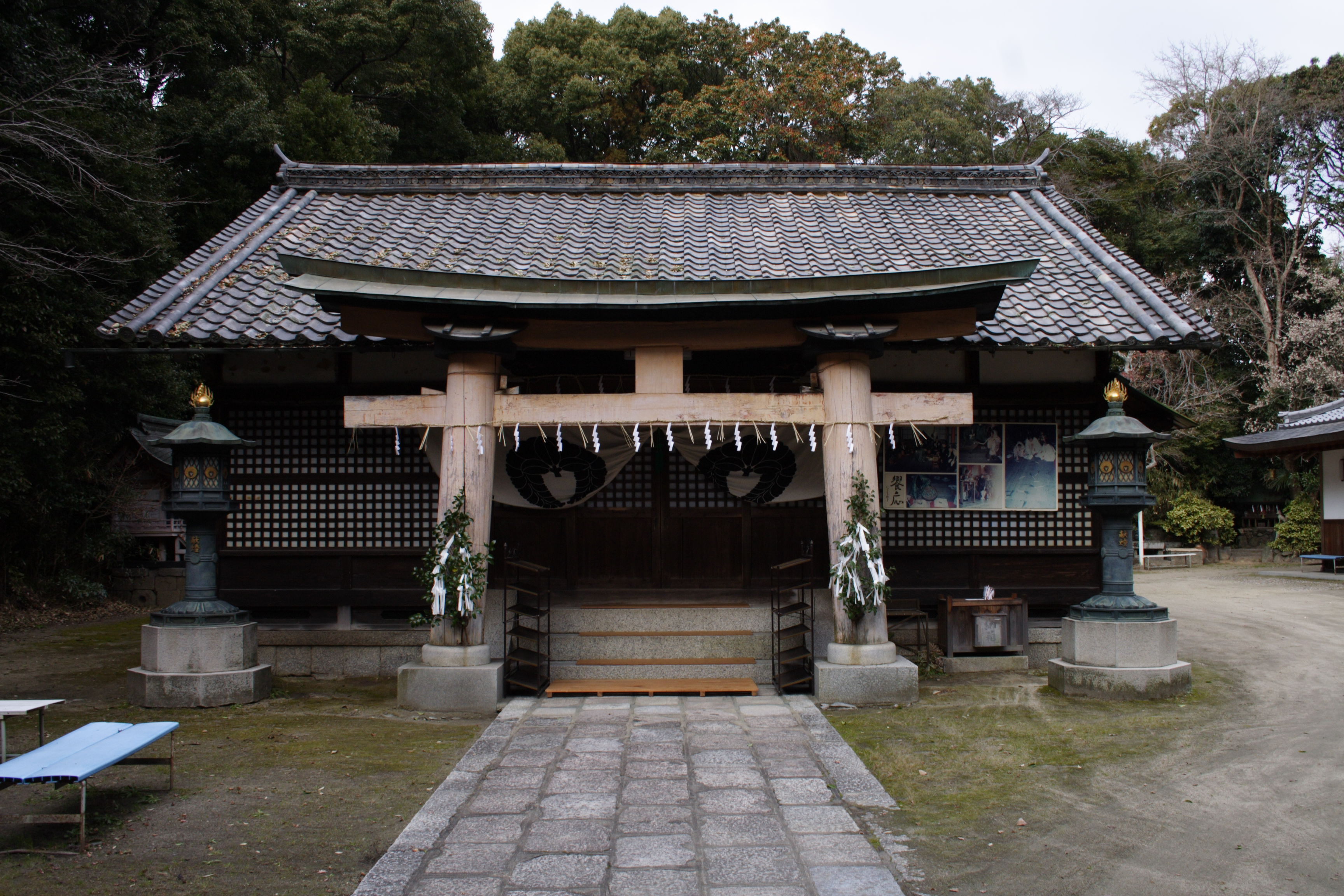
湧出宮
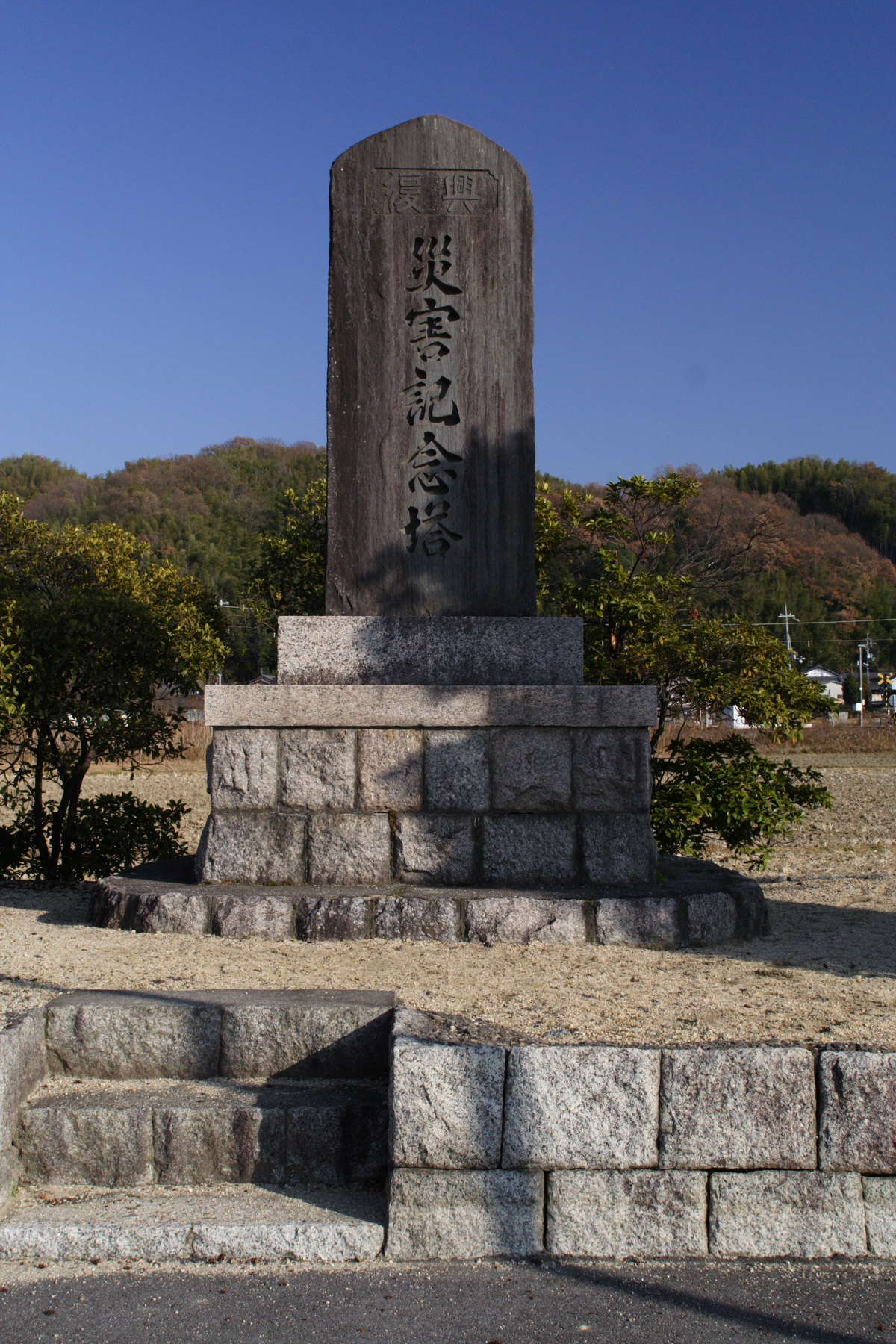
不動川洪水災害記念塔

## その他
2023年3月ダイヤ改正前までは、京都方面行きのみやこ路快速が運転停車していた。

## 隣の駅
西日本旅客鉄道（JR西日本）
 奈良線
■みやこ路快速・■快速
通過
■区間快速・■普通
玉水駅 (JR-D16) - 棚倉駅 (JR-D17) - 上狛駅 (JR-D18)